# باراتاشویلی

باراتاشویلی

یکی از چند خاندان بزرگ تاوادی در گرجستان که موفق به ایجاد دولت‌های نیمه مستقل در پادشاهی کارتلی شد، باراتاشویلی‌ها بودند. آنها از میانه سده پانزدهم تا هجدهم میلادی[قرن نهم تا سیزدهم هـ. ق] قدرت‌مندترین تاوادی‌ها در منطقه کارتلی محسوب می‌شدند. قلمرو باراتاشویلی‌ها در گرجستان، سابراتینو یا سومخیت ـ سابراتینو خوانده می‌شد که در منابع ایرانی برات ایلی (آلی) نوشته شده و آن ناحیه‌ای بود حاصلخیز، واقع در مسیری که مستقیماً راهی از آن از فلات ایران به تفلیس می‌گذشت.
بنیان‌گذار این دودمان، «باراتاکاچیبائیدزه» شخصیتی برجسته در سیاست گرجستان در آغاز سده پانزدهم میلادی (قرن نهم هـ. ق) به حساب می‌آمد. اولاد او که در منطقه کارتلی جنوبی در شرق گرجستان بر سه ناحیه اَلگِتی،کُتسیا و مَشاوِری فرمانروائی می‌کردند، به پشتوانه املاک موروثی خود، نه تنها مناصب مهمی چون فرماندهی سپاه سومخیت ـ سابراتینو که معروف به لشکر پیش قراول بود را در دربار پادشاه کارتلی در اختیار داشتند، بلکه در سراسر سده‌های هفدهم و هجدهم میلادی (یازدهم تا سیزدهم هـ.ق) صاحب چندین منصب اعطائی دیگر از قبیل خزانه‌داری‌کل، دیوان‌بیگی‌گری، و فرماندهی جنگ در دربار کارتلی بودند.
از آنجا که این خاندان به لحاظ جایگاه اجتماعی از دودمان‌های توانمند گرجستان محسوب می‌گردید، برخی از شاخه‌های آن در نهایت توانستند نقش خود را به عنوان رهبر آریستوکرات (اشرافی)، تا ضمیمه شدن امیرنشین‌های گرجستان توسط روس‌ها حفظ نمایند. در همین راستا می‌توان به این موضوع توجه داشت که درمعاهده گرجیوسک فی‌مابین روسیه و گرجستان در سال ۱۷۳۸ میلادی (۱۱۵۰–۱۱۵۱هـ. ق)، نام خاندان اوربلیانی (شاخه‌ای از باراتاشویلی‌ها) با بیست و هشت خانواده ازنوری در فهرست اشراف‌زادگان گرجی نوشته شده‌است.
در مورد شاخص‌های تعیین جایگاه تاریخی و اجتماعی باراتاشویلی‌ها می‌توان به چند مورد اشاره کرد. به عنوان نمونه در حوزه فرهنگ از این دودمان، افراد سرشناسی در زمینه تاریخ و فرهنگ گرجستان ظهور کردند، از جمله سولخان‌سبا اوربلیانی که برای ارتقای میراث فرهنگی گرجیان و رشد هویت ملی آن سامان تلاش فراوانی کرد، یا نیکولوز باراتاشویلی که از شعرای برجسته گرجی محسوب می‌گردد.
همچنین از نظر تاریخی چون هریک از خاندان‌های گرجی آرامگاه‌های مخصوص به خود را داشتند، لذا کلیسای پیتارتی که در سده دوازدهم میلادی بنا شده بود به عنوان آرامگاه خانوادگی شاخه‌ای از این خانواده به نام اوربلیشویلی تعیین گردید، ضمن اینکه بنایی دیگر به نام قلعه بیرتویسی نیز، در مقطعی تحت اختیار این دودمان بود.
خانواده‌های دزفولی با نام خانوادگی قزلباش، قزلباشان، هلاکوئی، چنگیزی، طهماسبی، مُنتَقِم، بِهجَتی، اردشیری، صالح‌بیگی، ابوالفتح‌بیگی، بیجن زاده،سلیمانی‌فر، ظلّی، آرضابَک، نیرمی، نصرتی، بهرامی و عموزادگان وابسته آنها به شرح کتاب نسب‌نامه، بازماندگان خاندان گرجی‌تبار باراتاشویلی در ایران هستند که از گرجیان استان خوزستان در جنوب غربی ایران محسوب می‌گردند.